# Primera División C 2025 (Paraguay)
El campeonato de la Primera División C Profesional 2025 del fútbol paraguayo, será la vigésimo octava edición oficial de la Primera División C como Cuarta División, organizado por la Asociación Paraguaya de Fútbol.  
Serán 12 los equipos que compiten en el campeonato.

## Sistema de competición
El modo de disputa se mantendría al igual que en las temporadas precedentes el de todos contra todos a partidos de ida y vuelta, es decir a dos rondas compuestas por 11 jornadas cada una con localía recíproca. Se consagrará campeón el equipo que acumule la mayor cantidad de puntos al término de las 22 fechas.
En caso de paridad de puntos entre dos contendientes, se define el título en un partido extra. De existir más de dos en disputa, se resuelve según los siguientes parámetros:
1) saldo de goles;
2) mayor cantidad de goles marcados;
3) mayor cantidad de goles marcados en condición de visitante;
4) sorteo.

## Producto de la clasificación
- El torneo coronará al 28.º campeón en la historia de la Primera División C.
- Tanto el campeón y el subcampeón obtendrán directamente su ascenso a la Tercera División.
- El último club en la tabla de promedios será desprogramado para la siguiente temporada.

## Ascensos y descensos
| Pos | Ascendidos a Tercera División |
| --- | ----------------------------- |
| 1.º | Sportivo Iteño                |
| 2.º | Fulgencio Yegros              |

| Pos  | Desprogramado por una temporada |
| ---- | ------------------------------- |
| 12.º | Valois Rivarola                 |

| Pos | Descendidos de la Tercera División |
| --- | ---------------------------------- |
| 17º | Cristóbal Colón (Ñ)                |
| 18º | 12 de Octubre SD                   |

| Pos  | Desprogramado que retorna |
| ---- | ------------------------- |
| 12.º | General Caballero CG      |

## Equipos participantes
| Equipo               | Ciudad               | Estadio                | Capacidad | Fundación               |
| -------------------- | -------------------- | ---------------------- | --------- | ----------------------- |
| 1° de Marzo          | Fernando de la Mora  | Víctor Isasi           | 2.000     | 1 de marzo de 1963      |
| Cristóbal Colón (Ñ)  | Ñemby                | Pablo Patricio Bogarín | 2.500     | 12 de octubre de 1925   |
| Atlético Juventud    | Asunción             | Genaro Azcurra         | 2.000     | 28 de agosto de 1920    |
| Capitán Figarí       | Lambaré              | Juan B. Ruíz Díaz      | 5.500     | 1 de marzo de 1931      |
| 12 de Octubre SD     | Asunción             | Rafael Giménez         | 1.500     | 12 de octubre de 1922   |
| General Caballero ZC | Asunción             | Hugo Bogado Vaceque    | 5.000     | 6 de septiembre de 1918 |
| Humaitá              | Mariano Roque Alonso | Eleuterio Sánchez      | 7.000     | 19 de febrero de 1932   |
| Oriental             | Asunción             | Oriental               | 1.800     | 12 de marzo de 1912     |
| Pilcomayo            | Mariano Roque Alonso | Agustín Báez           | 800       | 9 de junio de 1915      |
| Deportivo Pinozá     | Asunción             | Alfredo Stroessner     | 80        | 11 de enero de 1922     |
| Sport Colonial       | Asunción             | Celestino Mongelós     | 600       | 18 de enero de 1948     |
| General Caballero CG | Luque                | 26 de febrero          | 1.000     | 10 de febrero de 1948   |

### Localización
Los clubes están repartidos en dos mitades. La primera mitad está repartida por la capital del país y la segunda por el Departamento Central.
| Distrito capital/Departamento | Cantidad | Equipos |
| ----------------------------- | -------- | --- |
| Asunción                      | 6        | Sport Colonial, Atlético Juventud, Oriental, 12 de Octubre SD, Deportivo Pinozá, General Caballero ZC                                                          |
| Departamento Central          | 6        | Cristóbal Colón (Ñemby); 1° de Marzo (Fernando de la Mora); General Caballero CG (Luque); Capitán Figari (Lambaré); Pilcomayo y Humaitá (Mariano Roque Alonso) |

## Clasificación
| Pos. | Equipo               | Pts. | PJ | G | E | P  | GF | GC | Dif. | Clasificación 2025            |
| ---- | -------------------- | ---- | -- | - | - | -- | -- | -- | ---- | ----------------------------- |
| 1    | 12 de Octubre SD     | 29   | 13 | 9 | 2 | 2  | 21 | 13 | +8   | Ascendidos a Tercera División |
| 2    | 1º de Marzo          | 28   | 13 | 9 | 1 | 3  | 26 | 16 | +10  | Ascendidos a Tercera División |
| 3    | Humaitá              | 26   | 13 | 8 | 2 | 3  | 23 | 13 | +10  |                               |
| 4    | General Caballero ZC | 24   | 13 | 7 | 3 | 3  | 21 | 14 | +7   |                               |
| 5    | Pilcomayo            | 23   | 13 | 6 | 5 | 2  | 15 | 8  | +7   |                               |
| 6    | Oriental             | 18   | 13 | 4 | 6 | 3  | 15 | 13 | +2   |                               |
| 7    | General Caballero CG | 18   | 13 | 5 | 3 | 5  | 11 | 14 | −3   |                               |
| 8    | Sport Colonial       | 15   | 13 | 5 | 0 | 8  | 30 | 30 | 0    |                               |
| 9    | Cristóbal Colón (Ñ)  | 13   | 13 | 3 | 4 | 6  | 12 | 20 | −8   |                               |
| 10   | Capitán Figari       | 10   | 13 | 3 | 1 | 9  | 17 | 26 | −9   |                               |
| 11   | Deportivo Pinozá     | 9    | 13 | 2 | 3 | 8  | 17 | 29 | −12  |                               |
| 12   | Atlético Juventud    | 5    | 13 | 1 | 2 | 10 | 14 | 26 | −12  |                               |

Actualizado a los partidos jugados el 17 de agosto de 2025.
 Fuente: APF

## Fixture
- Los horarios son correspondientes a PYT (UTC-3).

### Primera vuelta
| Fecha 1             | Fecha 1   | Fecha 1              | Fecha 1                | Fecha 1    | Fecha 1 |
| Local               | Resultado | Visitante            | Estadio                | Día        | Hora    |
| ------------------- | --------- | -------------------- | ---------------------- | ---------- | ------- |
| Sport Colonial      | 4 – 1     | Oriental             | Herminio Ricardo       | 16 de mayo | 14:45   |
| Humaitá             | 1 – 2     | 12 de Octubre SD     | Eleuterio Sánchez      | 21 de mayo | 15:30   |
| Capitán Figari      | 1 – 1     | General Caballero ZC | Juan B. Ruiz Díaz      | 21 de mayo | 15:30   |
| Atlético Juventud   | 4 – 1     | General Caballero CG | Genaro Azcurra         | 21 de mayo | 15:30   |
| Deportivo Pinozá    | 2 – 3     | 1° de Marzo          | Agustín Báez           | 21 de mayo | 15:30   |
| Cristóbal Colón (Ñ) | 1 – 1     | Pilcomayo            | Pablo Patricio Bogarín | 21 de mayo | 15:30   |

| Fecha 2              | Fecha 2   | Fecha 2           | Fecha 2                | Fecha 2    | Fecha 2 |
| Local                | Resultado | Visitante         | Estadio                | Día        | Hora    |
| -------------------- | --------- | ----------------- | ---------------------- | ---------- | ------- |
| Cristóbal Colón (Ñ)  | 1 – 2     | Humaitá           | Pablo Patricio Bogarín | 25 de mayo | 15:30   |
| 1° de Marzo          | 2 – 3     | Sport Colonial    | Víctor Isasi           | 25 de mayo | 15:30   |
| General Caballero CG | 2 – 0     | Capitán Figari    | 26 de Febrero          | 25 de mayo | 15:30   |
| General Caballero ZC | 2 – 0     | 12 de Octubre SD  | Hugo Bogado Vaceque    | 25 de mayo | 15:30   |
| Pilcomayo            | 3 – 3     | Deportivo Pinozá  | Isidro Roussillón      | 26 de mayo | 14:30   |
| Oriental             | 1 – 1     | Atlético Juventud | 26 de Febrero          | 26 de mayo | 15:30   |

| Fecha 3           | Fecha 3   | Fecha 3              | Fecha 3                 | Fecha 3    | Fecha 3 |
| Local             | Resultado | Visitante            | Estadio                 | Día        | Hora    |
| ----------------- | --------- | -------------------- | ----------------------- | ---------- | ------- |
| Deportivo Pinozá  | 0 – 1     | Cristóbal Colón (Ñ)  | Parque Fulgencio Yegros | 30 de mayo | 14:45   |
| Capitán Figari    | 1 - 2     | Oriental             | Juan B. Ruiz Díaz       | 1 de junio | 10:00   |
| Humaitá           | 1 - 0     | General Caballero ZC | Eleuterio Sánchez       | 1 de junio | 15:30   |
| 12 de Octubre SD  | 2 - 1     | General Caballero CG | Rafael Giménez          | 1 de junio | 15:30   |
| Atlético Juventud | 1 - 2     | 1° de Marzo          | Genaro Azcurra          | 1 de junio | 15:30   |
| Sport Colonial    | 0 - 2     | Pilcomayo            | Celestino Mongelós      | 1 de junio | 15:30   |

| Fecha 4              | Fecha 4   | Fecha 4              | Fecha 4                | Fecha 4    | Fecha 4 |
| Local                | Resultado | Visitante            | Estadio                | Día        | Hora    |
| -------------------- | --------- | -------------------- | ---------------------- | ---------- | ------- |
| 1° de Marzo          | 2 – 1     | Capitán Figari       | Próculo Cortázar       | 6 de junio | 14:30   |
| Deportivo Pinozá     | 2 - 2     | Humaitá              | Juan B. Ruiz Díaz      | 7 de junio | 15:30   |
| Cristóbal Colón (Ñ)  | 2 - 1     | Sport Colonial       | Pablo Patricio Bogarín | 7 de junio | 15:30   |
| Oriental             | 0 - 1     | 12 de Octubre SD     | Bernabé Pedrozo        | 7 de junio | 15:30   |
| Pilcomayo            | 2 - 1     | Atlético Juventud    | Agustín Báez           | 8 de junio | 15:30   |
| General Caballero CG | 1 - 0     | General Caballero ZC | 26 de Febrero          | 8 de junio | 15:30   |

| Fecha 5              | Fecha 5   | Fecha 5              | Fecha 5             | Fecha 5     | Fecha 5 |
| Local                | Resultado | Visitante            | Estadio             | Día         | Hora    |
| -------------------- | --------- | -------------------- | ------------------- | ----------- | ------- |
| General Caballero ZC | 2 - 0     | Oriental             | Hugo Bogado Vaceque | 13 de junio | 14:30   |
| Sport Colonial       | 5 - 1     | Deportivo Pinozá     | Celestino Mongelós  | 14 de junio | 15:30   |
| 12 de Octubre SD     | 0 - 1     | 1° de Marzo          | Rafael Giménez      | 15 de junio | 10:00   |
| Humaitá              | 2 - 0     | General Caballero CG | Eleuterio Sánchez   | 15 de junio | 15:30   |
| Atlético Juventud    | 0 - 1     | Cristóbal Colón (Ñ)  | Genaro Azcurra      | 15 de junio | 15:30   |
| Capitán Figari       | 0 - 1     | Pilcomayo            | Juan B. Ruíz Díaz   | 30 de julio | 15:00   |

| Fecha 6             | Fecha 6   | Fecha 6              | Fecha 6             | Fecha 6     | Fecha 6 |
| Local               | Resultado | Visitante            | Estadio             | Día         | Hora    |
| ------------------- | --------- | -------------------- | ------------------- | ----------- | ------- |
| Oriental            | 2 – 2     | General Caballero CG | Salustiano Zaracho  | 21 de junio | 15:30   |
| Sport Colonial      | 3 - 4     | Humaitá              | Celestino Mongelós  | 21 de junio | 15:30   |
| Deportivo Pinozá    | 2 - 1     | Atlético Juventud    | Alfredo Stroessner  | 21 de junio | 15:30   |
| Pilcomayo           | 0 - 0     | 12 de Octubre SD     | Agustín Báez        | 21 de junio | 15:30   |
| 1° de Marzo         | 2 – 3     | General Caballero ZC | Víctor Isasi        | 22 de junio | 10:00   |
| Cristóbal Colón (Ñ) | 0 - 4     | Capitán Figari       | Hugo Bogado Vaceque | 23 de junio | 14:30   |

| Fecha 7              | Fecha 7   | Fecha 7             | Fecha 7             | Fecha 7     | Fecha 7 |
| Local                | Resultado | Visitante           | Estadio             | Día         | Hora    |
| -------------------- | --------- | ------------------- | ------------------- | ----------- | ------- |
| Atlético Juventud    | 1 - 4     | Sport Colonial      | Hugo Bogado Vaceque | 27 de junio | 14:30   |
| Humaitá              | 0 - 0     | Oriental            | Eleuterio Sánchez   | 29 de junio | 15:30   |
| Capitán Figari       | 1 - 3     | Deportivo Pinozá    | Juan B. Ruiz Díaz   | 29 de junio | 15:30   |
| General Caballero CG | 0 - 0     | 1° de Marzo         | 26 de Febrero       | 2 de julio  | 15:00   |
| 12 de Octubre SD     | 2 - 2     | Cristóbal Colón (Ñ) | Rafael Giménez      | 2 de julio  | 15:00   |
| General Caballero ZC | 0 – 0     | Pilcomayo           | Hugo Bogado Vaceque | 3 de agosto | 15:00   |

| Fecha 8             | Fecha 8   | Fecha 8              | Fecha 8                | Fecha 8    | Fecha 8 |
| Local               | Resultado | Visitante            | Estadio                | Día        | Hora    |
| ------------------- | --------- | -------------------- | ---------------------- | ---------- | ------- |
| Sport Colonial      | 4 - 2     | Capitán Figari       | Celestino Mongelós     | 4 de julio | 15:00   |
| Atlético Juventud   | 0 - 3     | Humaitá              | Genaro Azcurra         | 5 de julio | 15:00   |
| 1° de Marzo         | 1 - 3     | Oriental             | Juan B. Ruiz Díaz      | 6 de julio | 10:30   |
| Pilcomayo           | 3 - 0     | General Caballero CG | Agustín Báez           | 6 de julio | 15:00   |
| Deportivo Pinozá    | 1 - 3     | 12 de Octubre SD     | Hugo Bogado Vaceque    | 7 de julio | 13:00   |
| Cristóbal Colón (Ñ) | 1 - 2     | General Caballero ZC | Pablo Patricio Bogarín | 7 de julio | 15:00   |

| Fecha 9              | Fecha 9   | Fecha 9             | Fecha 9             | Fecha 9     | Fecha 9 |
| Local                | Resultado | Visitante           | Estadio             | Día         | Hora    |
| -------------------- | --------- | ------------------- | ------------------- | ----------- | ------- |
| Oriental             | 0 - 0     | Pilcomayo           | Hugo Bogado Vaceque | 11 de julio | 13:00   |
| General Caballero CG | 0 - 0     | Cristóbal Colón (Ñ) | 26 de Febrero       | 12 de julio | 15:00   |
| Capitán Figari       | 3 - 2     | Atlético Juventud   | Juan B. Ruíz Díaz   | 13 de julio | 10:00   |
| Humaitá              | 0 - 2     | 1° de Marzo         | Eleuterio Sánchez   | 13 de julio | 15:00   |
| 12 de Octubre SD     | 3 - 2     | Sport Colonial      | Rafael Giménez      | 13 de julio | 15:00   |
| General Caballero ZC | 2 - 2     | Deportivo Pinozá    | Hugo Bogado Vaceque | 13 de julio | 15:00   |

| Fecha 10            | Fecha 10  | Fecha 10             | Fecha 10               | Fecha 10    | Fecha 10 |
| Local               | Resultado | Visitante            | Estadio                | Día         | Hora     |
| ------------------- | --------- | -------------------- | ---------------------- | ----------- | -------- |
| Cristóbal Colón (Ñ) | 1 - 1     | Oriental             | Pablo Patricio Bogarín | 19 de julio | 15:00    |
| Sport Colonial      | 3 - 4     | General Caballero ZC | Celestino Mongelós     | 19 de julio | 15:00    |
| Deportivo Pinozá    | 0 - 2     | General Caballero CG | Rafael Giménez         | 19 de julio | 15:00    |
| Atlético Juventud   | 2 - 3     | 12 de Octubre SD     | Genaro Azcurra         | 20 de julio | 15:00    |
| Pilcomayo           | 0 - 1     | 1° de Marzo          | Agustín Báez           | 20 de julio | 15:00    |
| Capitán Figari      | 1 - 5     | Humaitá              | Hugo Bogado Vaceque    | 21 de julio | 13:00    |

| Fecha 11             | Fecha 11  | Fecha 11            | Fecha 11            | Fecha 11    | Fecha 11 |
| Local                | Resultado | Visitante           | Estadio             | Día         | Hora     |
| -------------------- | --------- | ------------------- | ------------------- | ----------- | -------- |
| General Caballero ZC | 3 - 1     | Atlético Juventud   | Hugo Bogado Vaceque | 25 de julio | 13:00    |
| General Caballero CG | 1 - 0     | Sport Colonial      | 26 de Febrero       | 26 de julio | 10:00    |
| Humaitá              | 1 - 0     | Pilcomayo           | Eleuterio Sánchez   | 27 de julio | 15:00    |
| 1° de Marzo          | 3 - 1     | Cristóbal Colón (Ñ) | Víctor Isasi        | 27 de julio | 15:00    |
| Oriental             | 2 - 0     | Deportivo Pinozá    | Fortín de Tacumbú   | 29 de julio | 10:15    |
| 12 de Octubre SD     | 2 - 1     | Capitán Figari      | Rafael Giménez      | 2 de agosto | 15:00    |

### Segunda vuelta
| Fecha 12             | Fecha 12  | Fecha 12            | Fecha 12            | Fecha 12     | Fecha 12 |
| Local                | Resultado | Visitante           | Estadio             | Día          | Hora     |
| -------------------- | --------- | ------------------- | ------------------- | ------------ | -------- |
| General Caballero CG | 1 - 0     | Atlético Juventud   | 26 de Febrero       | 9 de agosto  | 10:00    |
| 12 de Octubre SD     | 2 - 0     | Humaitá             | Rafael Giménez      | 10 de agosto | 15:00    |
| 1° de Marzo          | 3 - 1     | Deportivo Pinozá    | Víctor Isasi        | 10 de agosto | 15:00    |
| Pilcomayo            | 2 - 1     | Cristóbal Colón (Ñ) | Agustín Báez        | 10 de agosto | 15:00    |
| General Caballero ZC | 2 - 1     | Capitán Figari      | Hugo Bogado Vaceque | 10 de agosto | 15:00    |
| Oriental             | 3 - 0     | Sport Colonial      | Hugo Bogado Vaceque | 11 de agosto | 13:30    |

| Fecha 13          | Fecha 13  | Fecha 13             | Fecha 13               | Fecha 13     | Fecha 13 |
| Local             | Resultado | Visitante            | Estadio                | Día          | Hora     |
| ----------------- | --------- | -------------------- | ---------------------- | ------------ | -------- |
| 12 de Octubre SD  | 1 - 0     | General Caballero ZC | Próculo Cortázar       | 15 de agosto | 10:00    |
| Sport Colonial    | 1 - 4     | 1° de Marzo          | Celestino Mongelós     | 16 de agosto | 15:00    |
| Deportivo Pinozá  | 0 - 1     | Pilcomayo            | Pablo Patricio Bogarín | 16 de agosto | 15:00    |
| Capitán Figari    | 1 - 0     | General Caballero CG | Juan B. Ruíz Díaz      | 17 de agosto | 10:00    |
| Humaitá           | 2 - 0     | Cristóbal Colón (Ñ)  | Eleuterio Sánchez      | 17 de agosto | 15:00    |
| Atlético Juventud | 0 - 0     | Oriental             | Genaro Azcurra         | 17 de agosto | 15:00    |

| Fecha 14             | Fecha 14  | Fecha 14             | Fecha 14               | Fecha 14     | Fecha 14 |
| Local                | Resultado | Visitante            | Estadio                | Día          | Hora     |
| -------------------- | --------- | -------------------- | ---------------------- | ------------ | -------- |
| General Caballero ZC | –         | Humaitá              | Hugo Bogado Vaceque    | 22 de agosto | 13:00    |
| 12 de Octubre SD     | –         | General Caballero CG | 26 de Febrero          | 23 de agosto | 15:00    |
| Cristóbal Colón (Ñ)  | –         | Deportivo Pinozá     | Pablo Patricio Bogarín | 23 de agosto | 15:00    |
| Oriental             | –         | Capitán Figari       | Fortín de Tacumbú      | 24 de agosto | 10:00    |
| 1° de Marzo          | –         | Atlético Juventud    | Víctor Isasi           | 24 de agosto | 15:00    |
| Pilcomayo            | –         | Sport Colonial       | Agustín Báez           | 24 de agosto | 15:00    |

| Fecha 15             | Fecha 15  | Fecha 15             | Fecha 15 | Fecha 15 | Fecha 15 |
| Local                | Resultado | Visitante            | Estadio  | Día      | Hora     |
| -------------------- | --------- | -------------------- | -------- | -------- | -------- |
| 1° de Marzo          | –         | Capitán Figari       |          |          |          |
| Deportivo Pinozá     | –         | Humaitá              |          |          |          |
| Cristóbal Colón (Ñ)  | –         | Sport Colonial       |          |          |          |
| Oriental             | –         | 12 de Octubre SD     |          |          |          |
| Pilcomayo            | –         | Atlético Juventud    |          |          |          |
| General Caballero CG | –         | General Caballero ZC |          |          |          |

| Fecha 16             | Fecha 16  | Fecha 16             | Fecha 16 | Fecha 16 | Fecha 16 |
| Local                | Resultado | Visitante            | Estadio  | Día      | Hora     |
| -------------------- | --------- | -------------------- | -------- | -------- | -------- |
| General Caballero ZC | –         | Oriental             |          |          |          |
| Sport Colonial       | –         | Deportivo Pinozá     |          |          |          |
| 12 de Octubre SD     | –         | 1° de Marzo          |          |          |          |
| Humaitá              | –         | General Caballero CG |          |          |          |
| Atlético Juventud    | –         | Cristóbal Colón (Ñ)  |          |          |          |
| Capitán Figari       | –         | Pilcomayo            |          |          |          |

| Fecha 17            | Fecha 17  | Fecha 17             | Fecha 17 | Fecha 17 | Fecha 17 |
| Local               | Resultado | Visitante            | Estadio  | Día      | Hora     |
| ------------------- | --------- | -------------------- | -------- | -------- | -------- |
| Oriental            | –         | General Caballero CG |          |          |          |
| Sport Colonial      | –         | Humaitá              |          |          |          |
| Deportivo Pinozá    | –         | Atlético Juventud    |          |          |          |
| Pilcomayo           | –         | 12 de Octubre SD     |          |          |          |
| 1° de Marzo         | –         | General Caballero ZC |          |          |          |
| Cristóbal Colón (Ñ) | –         | Capitán Figari       |          |          |          |

| Fecha 18             | Fecha 18  | Fecha 18            | Fecha 18 | Fecha 18 | Fecha 18 |
| Local                | Resultado | Visitante           | Estadio  | Día      | Hora     |
| -------------------- | --------- | ------------------- | -------- | -------- | -------- |
| Atlético Juventud    | –         | Sport Colonial      |          |          |          |
| Humaitá              | –         | Oriental            |          |          |          |
| Capitán Figari       | –         | Deportivo Pinozá    |          |          |          |
| General Caballero CG | –         | 1° de Marzo         |          |          |          |
| 12 de Octubre SD     | –         | Cristóbal Colón (Ñ) |          |          |          |
| General Caballero ZC | –         | Pilcomayo           |          |          |          |

| Fecha 19            | Fecha 19  | Fecha 19             | Fecha 19 | Fecha 19 | Fecha 19 |
| Local               | Resultado | Visitante            | Estadio  | Día      | Hora     |
| ------------------- | --------- | -------------------- | -------- | -------- | -------- |
| Sport Colonial      | –         | Capitán Figari       |          |          |          |
| Atlético Juventud   | –         | Humaitá              |          |          |          |
| 1° de Marzo         | –         | Oriental             |          |          |          |
| Pilcomayo           | –         | General Caballero CG |          |          |          |
| Deportivo Pinozá    | –         | 12 de Octubre SD     |          |          |          |
| Cristóbal Colón (Ñ) | –         | General Caballero ZC |          |          |          |

| Fecha 20             | Fecha 20  | Fecha 20            | Fecha 20 | Fecha 20 | Fecha 20 |
| Local                | Resultado | Visitante           | Estadio  | Día      | Hora     |
| -------------------- | --------- | ------------------- | -------- | -------- | -------- |
| Oriental             | –         | Pilcomayo           |          |          |          |
| General Caballero CG | –         | Cristóbal Colón (Ñ) |          |          |          |
| Capitán Figari       | –         | Atlético Juventud   |          |          |          |
| Humaitá              | –         | 1° de Marzo         |          |          |          |
| 12 de Octubre SD     | –         | Sport Colonial      |          |          |          |
| General Caballero ZC | –         | Deportivo Pinozá    |          |          |          |

| Fecha 21            | Fecha 21  | Fecha 21             | Fecha 21 | Fecha 21 | Fecha 21 |
| Local               | Resultado | Visitante            | Estadio  | Día      | Hora     |
| ------------------- | --------- | -------------------- | -------- | -------- | -------- |
| Cristóbal Colón (Ñ) | –         | Oriental             |          |          |          |
| Sport Colonial      | –         | General Caballero ZC |          |          |          |
| Deportivo Pinozá    | –         | General Caballero CG |          |          |          |
| Atlético Juventud   | –         | 12 de Octubre SD     |          |          |          |
| Pilcomayo           | –         | 1° de Marzo          |          |          |          |
| Capitán Figari      | –         | Humaitá              |          |          |          |

| Fecha 22             | Fecha 22  | Fecha 22            | Fecha 22 | Fecha 22 | Fecha 22 |
| Local                | Resultado | Visitante           | Estadio  | Día      | Hora     |
| -------------------- | --------- | ------------------- | -------- | -------- | -------- |
| General Caballero ZC | –         | Atlético Juventud   |          |          |          |
| General Caballero CG | –         | Sport Colonial      |          |          |          |
| Humaitá              | –         | Pilcomayo           |          |          |          |
| 12 de Octubre SD     | –         | Capitán Figari      |          |          |          |
| 1° de Marzo          | –         | Cristóbal Colón (Ñ) |          |          |          |
| Oriental             | –         | Deportivo Pinozá    |          |          |          |

## Puntaje promedio
El promedio de puntos de un club es el cociente que se obtiene de la división de su puntaje acumulado en las últimas tres temporadas en la división, por la cantidad de partidos que haya jugado durante dicho período. Este determina, al final de cada temporada, al equipo que será desprogramado por un año.
| Pos. | Equipo               | Prom. | Pts. | PJ | '23 | '24 | '25 |
| ---- | -------------------- | ----- | ---- | -- | --- | --- | --- |
| 1º   | 12 de Octubre SD     | 2.231 | 29   | 13 | 0   | 0   | 29  |
| 2º   | General Caballero ZC | 1.719 | 98   | 57 | 40  | 34  | 24  |
| 3º   | Humaitá              | 1.486 | 52   | 35 | 0   | 26  | 26  |
| 4º   | Oriental             | 1.456 | 83   | 57 | 30  | 35  | 18  |
| 5º   | General Caballero CG | 1.385 | 18   | 13 | 0   | 0   | 18  |
| 6º   | 1° de Marzo          | 1.263 | 72   | 57 | 17  | 27  | 28  |
| 7º   | Sport Colonial       | 1.263 | 72   | 57 | 25  | 32  | 15  |
| 8º   | Atlético Juventud    | 1.158 | 66   | 57 | 23  | 38  | 5   |
| 9º   | Pilcomayo            | 1.123 | 64   | 57 | 23  | 18  | 23  |
| 10º  | Capitán Figari       | 1.000 | 57   | 57 | 31  | 16  | 10  |
| 11º  | Cristóbal Colón (Ñ)  | 1.000 | 13   | 13 | 0   | 0   | 13  |
| 12º  | Deportivo Pinozá     | 0.857 | 30   | 35 | 0   | 21  | 9   |

     En zona de desprogramación por un año.

## Goleadores
| Pos. | Jugador           | Equipos              | Goles |
| ---- | ----------------- | -------------------- | ----- |
| 1    | Fabián Cubilla    | Sport Colonial       | 9     |
| 2    | Emilio Cornet     | 1º de Marzo          | 8     |
| 3    | Víctor Matta      | 12 de Octubre SD     | 7     |
| 4    | Willian Villalba  | 1º de Marzo          | 6     |
| 5    | Fabricio Ferreira | General Caballero ZC | 6     |
| 6    | Joel Garay        | Humaitá              | 6     |
| 7    | Juan Alfonso      | Sport Colonial       | 6     |
| 8    | Juan Sánchez      | Deportivo Pinozá     | 5     |
| 9    | Víctor Ortellado  | Sport Colonial       | 5     |
| 10   | Álvaro Zárate     | Atlético Juventud    | 4     |
| 11   | Alexis Fernández  | Capitán Figari       | 4     |
| 12   | Justin Robinzon   | Deportivo Pinozá     | 4     |